# ويليام ميرفي (كاهن كاثوليكي أمريكي)
ويليام ميرفي (بالإنجليزية: William Murphy)‏ هو كاهن كاثوليكي أمريكي، ولد في 11 مايو 1885 في كالامازو في الولايات المتحدة، وتوفي في 7 فبراير 1950 في ساغيناو في الولايات المتحدة.